# レフトビハインド
『レフトビハインド』( Left Behind )とは、ティム・ラヘイ、ジェリー・ジェンキンズの共同著作によるアメリカの小説。およびその続編からなるシリーズ。1995年に最初の小説が発売された。
公式サイトによれば全米で6,500万部を売り上げたベストセラーである。アメリカ本国では映画化（映画版）、ゲーム化もなされている。日本語訳はいのちのことば社から刊行されている。
表題は「後に残される、取り残される、置いていかれる、おいてきぼりにされる」といった意味。
時は近未来、最後の審判が迫り「ヨハネの黙示録」の預言が実現していく世界を描く。「患難前携挙説」の立場をとっており、「携挙」によって信心深い人々や幼い子供が姿を消すところから物語が始まる。

## ストーリー
ジャンボジェットの機長をつとめるレイフォード・スティールは、同じ機で働く美女ハティー・ダーラムのことで頭がいっぱいだった。彼には妻子がいるのだが、妻アイリーンはここ数年キリスト教信仰に異常なほど傾倒しており、レイフォードはそんな彼女を遠ざけていた。
自分の誕生日に離れて暮らす娘が訪れると聞いても、家に残らずにハティーとのフライトを選ぶ。
そして誕生日当日。フライト中にふとハティーの顔を見たくなった彼が操縦室を出ると、そこにはおびえた様子のハティーがいた。彼女は突如として機内に起こった異常を語った。乗っていた多くの乗客が、身につけていたものを残して消失したのだ。しかもこの現象は、機内に限らず全世界で起こっていた。宇宙人による誘拐説など諸説が入り混じる中、黙示録の予言が成就したのであると見抜いた人々もいた。その一人、ブルース・バーンズは牧師であったが携挙に選ばれなかった。しかしこの事で自らの信仰を見つめ直し、人々にキリストを信じるよう説いていた。一方、妻と息子を携挙で失ったレイフォードはブルースと出会い、信仰に生きるようになる。やがて反抗的であった娘も改心し、それ以外でも様々な人々が集い、信仰に目覚めていった。レイフォードらは来るべき患難時代（トリビュレーション）に備え、クリスチャンからなる集団「トリビュレーション・フォース」を結成する。
ルーマニア政府の下院議員であったニコライ・カルパチアは、この混乱の中で、瞬く間に地位を手にしていく。表面的には平和主義者として振舞う彼であったが、その仮面の下に邪悪な本性を蠢かせていた。実権を手にしていく中で徐々に仮面を脱ぎ捨て、独裁者への道を歩んでいくこの男。彼こそ黙示録に予言された反キリストであった。

## 用語
トリビュレーション・フォース (Tribulation Force)
患難時代（トリビュレーション）に備えて結成された。聖書を研究し、人々を信仰に導くだけでなく、反キリストとの戦いを目的とする。
グローバル・コミュニティー (Global Community)
ニコライ・カルパチアを「主権者」と仰ぐ世界政府。イラクの地に新たに建設した「ニュー・バビロン」を首都とする。人類の統合と世界平和という美しい理想をかかげつつ各国の武装解除をすすめるが、自らは兵力・暴力をもって、コミュニティーに反発する国家・個人を潰していく。
エニグマ・バビロン・ワン・ワールド・フェイス (Enigma Babylon One World Faith)
グローバル・コミュニティーにおいて事実上の国教の地位にある新しい宗教。世界中の宗教を寄せ集め統合した教義を持つ。この宗教の聖職者を信道士（フェイス・ガイド）という。その祈りでは「宇宙の父母」や「動物神」が語られる。聖書の記述もあくまで象徴や比喩として解釈し、トリビュレーション・フォースが信じるような「原理主義的」解釈を狭量なものとして否定する。

## 登場人物
レイフォード・スティール (Rayford Steele)
パン・コンチネンタル航空のパイロット。キリスト教信仰への態度の違いから妻と打ち解けずにいた。突然起こった携挙によって幼い息子ともども妻を失ってしまう。のちにニコライ・カルパチア専用機のパイロットになることに。
ブルース・バーンズ (Bruce Barnes)
携挙にもれた牧師。だがこれを機に己の信仰を見直し、聖書の教えに向き合う中で同じクリスチャン達ともにトリビュレーションフォースを結成する。グループの助言者であり理論的主柱と言える人物。
ニコライ・カルパチア (Nicolae Carpathia)
ルーマニアの下院議員から、国連事務総長、そして世界を統合するグローバル・コミュニティーの「主権者」へと登りつめた男。その正体は反キリストであり、邪悪な本性を持つだけでなく、記憶など人間の精神に干渉する得体の知れない力の持ち主である。
ピーター・マシューズ (Peter Mathews)
携挙された ローマ教皇ヨハネス２４世の後を継いで教皇となるも、やがてニコライ・カルパチアのもとエニグマ・バビロン・ワン・ワールド・フェイスの最高神祇官として、グローバル・コミュニティーの宗教面での指導者となる。カトリック教会が唯一の真の教会であるという考えを有害なものとして否定し、処女懐胎を文字通りに受け取ることも愚かだとする。
ツィヨン・ベン・ユダ (Tsion Ben-Judah)
ユダヤ教正統派のラビ。長年の聖書研究の結果。ナザレのイエスがメシアであると発表する。その後妻子を殺害したという容疑をかけられイスラエルから脱出し、アメリカに逃亡する。
ハイム・ローゼンツヴァイク (Chaim Rosenzweig)
イスラエルの化学者。ノーベル化学賞を受賞している。画期的な肥料を開発し、イスラエルに肥沃な土地をもたらした人物。カルパチアの側近だが、悪人というわけではない。

## 邦訳一覧
- ティム・ラヘイ、ジェリー・ジェンキンズ：共著、上野五男（第1巻）・松本和子（第2 - 4巻）・伊藤肇（第5 - 12巻）：翻訳、いのちのことば社、全12巻：原書（en:Left Behind#Books）では全16巻のシリーズ

1. レフトビハインド 2002年3月1日発売 ISBN 978-4264019671
2. トリビュレーション・フォース 2002年7月11日発売 ISBN 978-4264019978
3. ニコライ 2003年1月1日発売 ISBN 978-4264020837
4. ソウル・ハーベスト 2003年8月28日発売 ISBN 978-4264021391
5. アポリュオン 2004年7月31日発売 ISBN 978-4264021391
6. アサシンズ 2005年8月20日発売 ISBN 978-4264021391
7. インドウェリング 2006年1月1日発売 ISBN 978-4264024217
8. ザ・マーク 2006年8月3日発売 ISBN 978-4264024668
9. デセクレーション 2007年1月5日発売 ISBN 978-4264025191
10. ザ・レムナント 2007年7月5日発売 ISBN 978-4264025566
11. ハルマゲドン 2008年1月5日発売 ISBN 978-4264025993
12. グロリアス・アピアリング 2008年6月10日発売 ISBN 978-4264026785 ※日本語版最終巻